# Lodeweijk Theewes
Lodeweijk Theewes auch Lodevyke Tyves; Theeus; Theeuwes (bl. 1560–1585) war ein flämischer Cembalobauer. Er wurde in Antwerpen geboren und gehörte ab 1561 der Lukasgilde an. Sein Vater war der Meister Jacob Theewes (bl. 1533–1557), der Lauten und Cembali baute, seine Mutter Anna Ghijs. Um 1565 ließ Theewes sich in London nieder. Im Kirchenbuch der Gemeinde St. Martin’s Le Grand wird er im Jahr 1565 erwähnt und letztmals im Jahr 1585. Sein Claviorganum aus dem Jahr 1579 gilt als das älteste erhaltene Cembalo, welches in England gebaut wurde.

## Erhaltene Instrumente

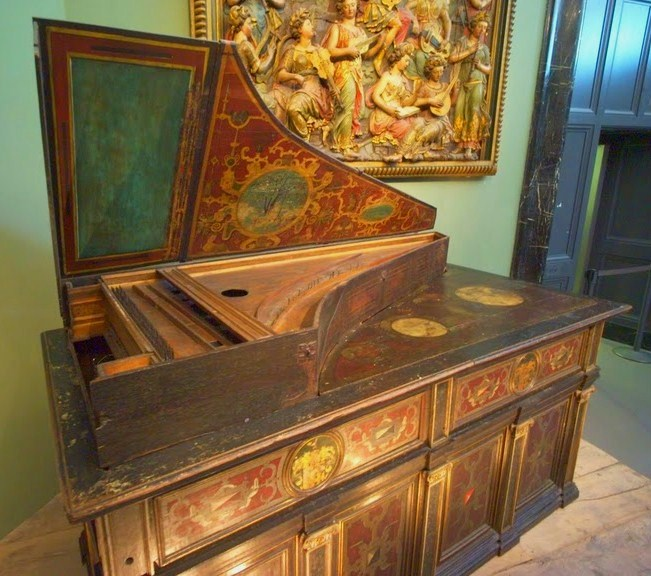
Claviorganum 1579, Victoria and Albert Museum

- Claviorganum 1579, Victoria and Albert Museum;[4] fragmentarisch erhaltenes einmanualiges Cembaloteil mit einer  8′-8′-4′. Es wurden Spuren einer Metallbekielung an mindestens einem Register gefunden, und das Instrument hatte anscheinend auch einen Arpichordum-Zug, wie man ihn sonst vor allem bei flämischen Muselar-Virginalen findet. Das Instrument hatte einen chromatisch durchgehenden Umfang von C–c’’’, in einer Zeit, in der auf dem europäischen Kontinent fast nur Tasteninstrumente mit kurzer Bassoktave gebaut wurden.[3] Gebaut wurde das Instrument für Anthony Roper.[5] Signiert ist das Instrument mit: LODOWICUS THEEWES ME FESIT 1579. Der Korpus ist aus Eiche gefertigt und bezogen mit bearbeitetem und gefärbtem Leder.[1]